# Anastrepha aberrans
Anastrepha aberrans
 es una especie de insecto díptero que Allen L.Norrbom describió científicamente por primera vez en 1993. Esta especie pertenece al género Anastrepha de la familia Tephritidae. Esta especie como plaga agrícola ha sido atacada por los agricultores en Venezuela. No es considerada una plaga seria.